# 赤魟
赤魟（学名：[Hemitrygon akajei] 错误：{{Lang}}：文本有斜体标记（帮助）），又名赤土魟、红鲂、牛尾魟、黄鲂、黄鲼、黄花、尺鱼、赤鱼、黄虎、黄夫。是軟骨魚綱燕魟目魟科半魟属的鱼类，分布于西北太平洋水域。赤魟背部大体为灰褐色，腹部多为白色，但部分部位为橙黄色。该鱼一般栖息于浅海多泥沙的海底，主要以甲壳类和小鱼为食。赤魟为卵胎生，孕期约3个月，一胎诞下1—10条幼鱼。目前赤魟虽较为常见，但种群因过度捕捞等因素而快速下降，IUCN将其评为“近危”。

## 物种命名
赤魟于1847年由约翰内斯·彼得·米勒和雅各布·亨利在二人合著的《软骨鱼类系统描述》（Systematische Beschreibung der Plagiostomen）一书中正式描述，彼时学名为[Trygon akajei] 错误：{{Lang}}：文本有斜体标记（帮助），而他们的描述又基于海因里希·伯格的手稿。因此，学界对该物种的命名人有分歧，IUCN、世界鱼类数据库和世界海洋物种目录均认为该物种由米勒和亨利共同命名，但加利福尼亚州科学院出版的鱼类目录则认为伯格才是该物种的命名人。该物种后被移动至魟属，但2016年的DNA测序指出魟属为并系群，并将其拆分为7个新属。其中，赤魟被拆分至原为魟属异名的半魟属，学名也变为[Hemitrygon akajei] 错误：{{Lang}}：文本有斜体标记（帮助）。黄土𫚉、溪魟以及Hemitrygon longicauda三种同属鱼类是赤魟的姐妹群。

## 外貌描述
赤魟背部大体为灰褐色，但眼睛、喷水孔与尾部两侧为橙黄色。其腹部主要为白色，唯边缘为橙黄色。赤魟的体盘呈菱形，宽略大于长，前缘笔直，后缘弯曲。其眼小而略凸，后方有几乎是眼两倍大的喷水孔。该鱼鼻孔大，前方有一片厚鼻瓣。赤魟嘴小，呈波浪状。其牙齿小而细，在嘴中大致按梅花形排列。雌鱼和幼鱼的牙齿较钝，成年雄鱼的牙齿则尖而下弯。其口中可见3—5个乳突。赤魟尾部细长如鞭，长度约等于体盘的1.5倍，上有大量疣突。毒刺长而锋利，位于尾部前三分之一长处，其后尾部上下各有一片皮膜，其中下方的皮膜明显较长。幼年赤魟体表光滑，成鱼则在眼部周围有鳞片。赤魟可长至2米长、66厘米宽，但大部分个体体长均在1米左右。

## 分布范围
赤魟分布于西北太平洋水域，北至俄罗斯滨海边疆区南部，南至泰国、马来西亚和文莱，东至日本。该物种有洄游习性，每年11—2月会游至深海越冬，至开春方返回浅海繁殖。该鱼亦可能通过河口进入淡水水域。

## 生态与习性

### 栖息地

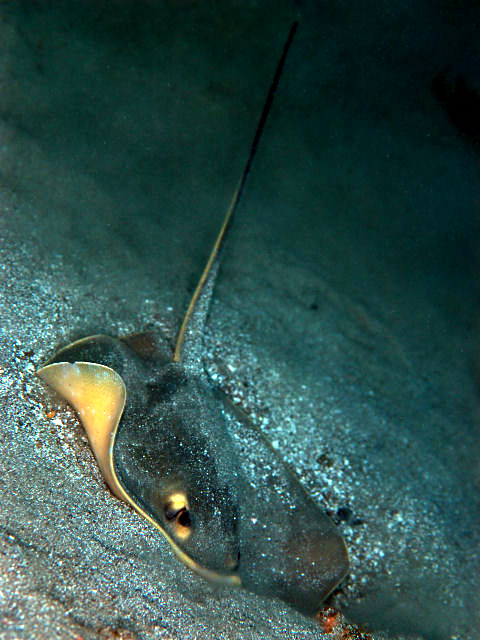
海床上的赤魟

赤魟一般栖息于沙质或泥质底部的大陆坡上，水深一般不超过100米，亦会出没于河口湾、珊瑚礁等生境。

### 食性
赤魟为浅海生态系统的顶级掠食者，主要猎物为小型硬骨鱼和甲壳类，有时也会捕食软体动物和线虫。其食性有一定性别差异，如雄性更多捕食虾和鱼类，而雌性则更常捕食口虾蛄和蟹。

### 生命周期
赤魟的繁殖季为每年5—8月。在交配时，雄鱼会紧咬雌鱼的胸鳍不放，这可能是成年雄鱼牙齿更尖的原因。赤魟为卵胎生鱼类，孕期约三个月，一胎可产下1—10条幼鱼。野外环境下刚出生的幼鱼体宽10.5—13厘米，而人工饲养的雌鱼所诞下的幼鱼体宽可超过19厘米。该鱼在2—3岁时性成熟。

### 寄生虫
赤魟的体内寄生虫包括多种绦虫、线虫和单殖纲生物，而体外寄生虫则包括几种桡足类和水蛭

## 与人类的关系

### 毒刺蜇伤

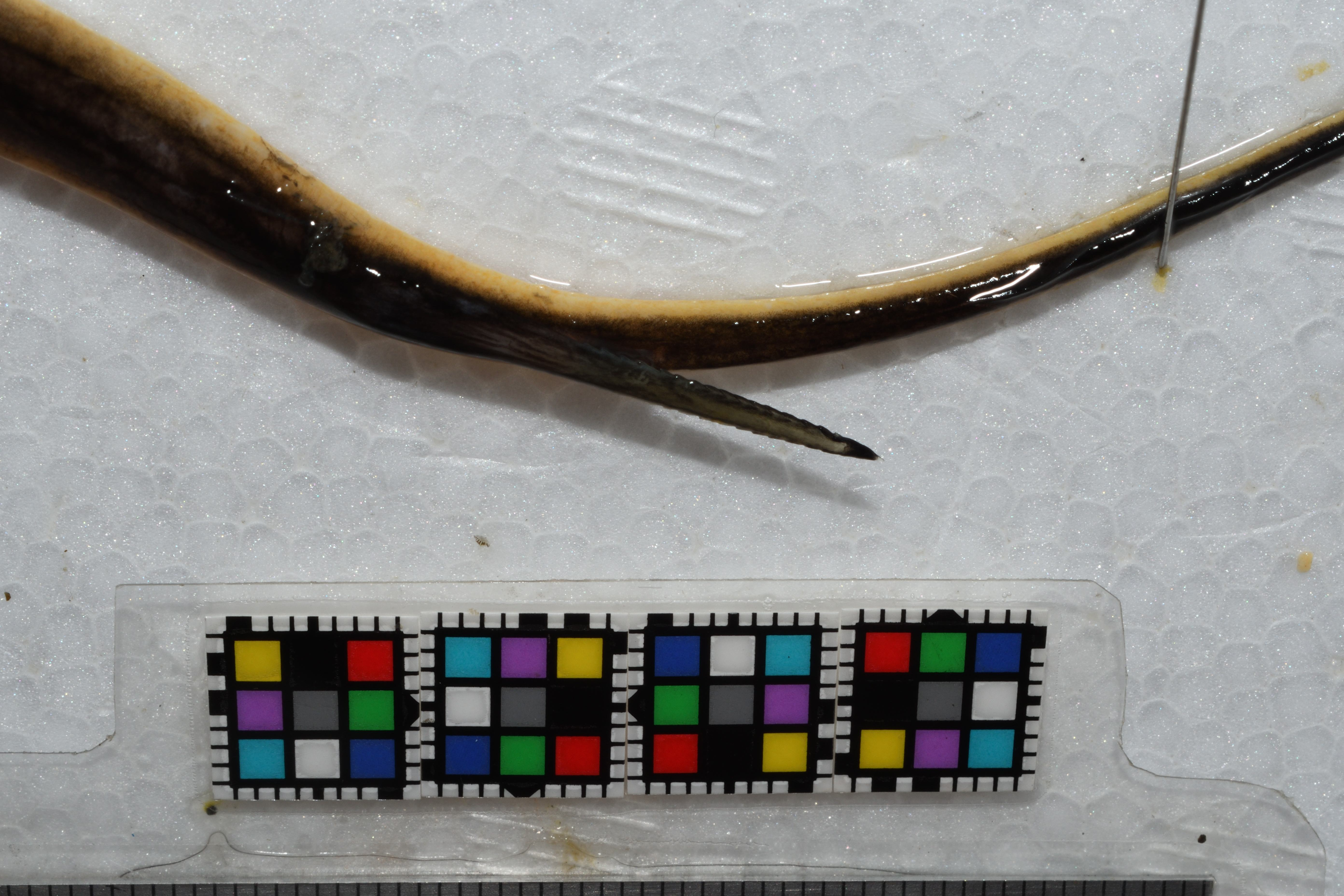
赤魟尾部的毒刺，其蜇伤有时可致命

赤魟的毒刺十分危险：被刺伤后伤口往往会剧痛而红肿且伴有灼烧感，严重时伤者会出现恶心呕吐、呼吸急促等症状，甚至可能死于换气不足。阿伊努族会将赤魟的毒刺晒干后用作武器。

### 经济价值
赤魟可食用。渔民一般以钓竿、延绳、拖网、流刺网等渔具捕捉该鱼，日本佐贺县和福冈县近海对赤魟有可观规模的捕捞。此外，捕捉鲽鱼的拖网亦会意外捕获赤魟。渔民一般仅保留较大的雌鱼，而雄鱼则会被抛回海中。该鱼可鲜食，或加工成鱼干或是鱼板。其肝脏在日本爱知县是相当名贵的食材。

### 种群保育
赤魟虽在西北太平洋水域是较为常见的鱼种，但其分布范围内的中国、日本等国水域都有相当频繁的渔业，加之缺乏专项保育政策，赤魟的种群整体呈下降趋势。根据捕捞量推测，台湾岛附近的赤魟种群在1984至2014年间下降了65%。此外，有明海的赤魟种群曾受人为控制以保护该地的贝类养殖场。黄海、渤海等水域频繁的填海造陆活动亦破坏了赤魟赖以生存的浅海栖息地。综上，IUCN将赤魟评为近危。